# Tetrops kuantaoshanensis
Tetrops kuantaoshanensis là một loài bọ cánh cứng trong họ Cerambycidae.